# The Tale
The Tale é um filme de drama estadunidense de 2018 dirigido e escrito por Jennifer Fox. Estrelado por Laura Dern, Ellen Burstyn, Jason Ritter e Elizabeth Debicki, estreou no Festival Sundance de Cinema em 22 de janeiro de 2018. O filme foi indicado ao Emmy do Primetime de Melhor Telefilme e Melhor Atriz em Minissérie ou Telefilme (Laura Dern)

## Elenco
- Laura Dern - Jennifer Fox
  - Isabelle Nélisse - Jenny Fox
- Ellen Burstyn - Nettie Fox
- Jason Ritter - Bill
- Elizabeth Debicki - Mrs. G
- Common - Martin
- Frances Conroy - Mrs. G (velho)
- John Heard - Bill (velho)
- Isabella Amara - Franny